# Native Sons (Loggins and Messina)
Native Sons è il sesto e ultimo album in studio del duo musicale statunitense Loggins and Messina, pubblicato nel 1976.

## Tracce
Side 1
1. Sweet Marie (Jim Messina) – 3:04
2. Pretty Princess (Messina, Murray MacLeod) – 6:57
3. My Lady, My Love (Kenny Loggins) – 3:00
4. When I Was a Child (Messina) – 4:18
5. Wasting Our Time (K. Loggins, John Townsend) – 2:50

Side 2
1. Peacemaker (Loggins, Townsend, Ed Sanford) – 5:03
2. It's Alright (Messina, MacLeod) – 4:00
3. Boogie Man (Messina) – 2:01
4. Fox Fire (Loggins) – 2:58
5. Native Son (Loggins, Dan Loggins) – 4:10

## Formazione
- Kenny Loggins - voce, cori, chitarra, armonica
- Jim Messina - voce, cori, chitarra, dobro
- John Townsend - cori
- Ed Sanford - cori
- Murray MacLeod - voce, cori
- Merel Bregante - batteria, timbales
- Jon Clarke - flauto, corno inglese, oboe, sassofono
- Vince Denham - flauto, clarinetto, sassofono
- Steve Forman - percussioni, vibrafono
- Richard Greene - fiddle, mandolino, mandoloncello
- Milt Holland - percussioni
- Larry Sims - basso, cori
- Don Roberts - clarinetto, flauto, sassofono
- Mike Rubini - tastiera